# David Christie
Jacques Pepino, meglio conosciuto come David Christie (Tarare, 1º gennaio 1948 – Capbreton, 11 maggio 1997), è stato un cantante, compositore e produttore discografico francese.

## Biografia
Nel 1966, a 18 anni, partecipa al programma Jeu de la chance, sorta di Settevoci francese, prendendo parte a 4 puntate dello show. Nel 1968 adotta il suo nome d'arte e registra il primo singolo, Julie, che vende oltre 300 000 copie.  Lo stesso anno va in tournée con Pierre Perret, e nel 1970 con Claude François. A partire dal 1972 si dedica anche alla produzione e, con lo pseudonimo James Bolden, alla composizione, scrivendo brani tra gli altri per Gloria Gaynor, Grace Jones, Sylvie Vartan, Demis Roussos, Joe Dassin, Morris Albert  e Tina Charles. Nel 1974 fonda il gruppo Napoleon Jones, con cui ottiene la hit Lazy Love.
Ottiene il suo maggiore successo nel 1982 con Saddle Up, che in Francia vende 547 000 copie ed entra nella top 10 di Regno Unito, Svizzera e Olanda. L'anno successivo, dopo aver registrato i brani dell'ultimo album Stress (tra cui il celebre Rally Down To Sally's), decide di ritirarsi dallo showbusiness per dedicarsi alla famiglia. In seguito alla morte accidentale della figlia undicenne Julie (l'autopsia dichiarerà "sovradosaggio di sonniferi"), si suicida a 49 anni l'11 maggio 1997, tre mesi dopo la scomparsa della figlia.

## Discografia

### Album
Album in studio
- 1968 : Special David Christie Sound
- 1974 : Jamais Seul
- 1975 : Napoleon Jones featuring David Christie
- 1977 : Love is the most important thing
- 1978 : Back Fire
- 1982 : Back in control
- 1984 : Stress

Raccolte
- 1980 : Flashback
- 1994 : Best of David Christie
- 1999 : Deux petites perles bleues